# Dorchester, Illinois
Dorchester är en ort i Macoupin County i delstaten Illinois, USA.